# Fiódor Petrov
Fiódor Fiódorvich Petrov (en Ruso: Фёдор Фёдорович Петров) (16 de marzo de 1902 – 19 de agosto de 1978) fue un ingeniero militar soviético especializado en artillería, teniente general de ingenieros, doctor en ciencias técnicas y miembro del Sóviet Supremo de la Unión Soviética.

## Biografía
Nació en el Doktorovo, Óblast de Tula. Su carrera comenzó en 1916 como peón en el ferrocarril. Tras graduarse en el Instituto Politécnico de Leningrado en la división de mecánica militar en 1916, llegó a diseñador jefe de una planta en 1946. Bajo su dirección se construyeron las primeras piezas de artillería de largo alcance, obuses de varios calibres y otras armas en los años previos a la Primera Guerra Mundial. Durante la Segunda Guerra Mundial participó en la organización de la producción en masa de piezas de artillería, digiriendo también la construcción de nuevas diseños de artillería y carros de combate.
Ocupó puestos de diputado en la segunda y cuarta convocatorias del Sóviet Supremo de la URSS y recibió varias condecoraciones entre las que destacan:
- Premio Estatal de la URSS en 1942, 1943 en dos ocasiones en 1946.
- Premio Lenin en 1967.
- Orden de Lenin en tres ocasiones
- Orden de la Revolución de Octubre
- Orden de Kutúzov de primera clase.
- Orden de la Bandera Roja del Trabajo[1]

## Selección de diseños en los que participó
- Cañón antiaéreo M1939 de 85 mm (52-K)
- Cañón de 107 mm M1940 (M-60)
- Cañón de 122 mm M1931/37 (A-19)
- Cañón de carro de 122 mm D-25T
- Obús de 152 mm M1938 (M-10)
- Cañón de 152 mm M1935 (Br-2)
- Cañón autopropulsado de 100 mm SU-100